# Daisuke Matsui
Daisuke Matsui (松井 大輔 Matsui Daisuke?, Kioto, Kioto, 11 de mayo de 1981) es un exfutbolista profesional japonés que jugaba de extremo.

## Trayectoria
En el verano de 2010 varios clubs europeos mostraron su interés por hacerse con los servicios de Matsui, entre ellos destacan equipos como el Deportivo de la Coruña de la Primera división española o el Mónaco de la Ligue 1 francesa.

## Selección nacional
Ha sido internacional con la selección de fútbol de Japón, ha jugado 31 partidos internacionales y ha anotado un gol.

### Participaciones en Copas del Mundo
| Mundial                        | Sede      | Resultado        |
| ------------------------------ | --------- | ---------------- |
| Copa Mundial de Fútbol de 2010 | Sudáfrica | Octavos de final |

### Participaciones internacionales
| Torneo                    | Sede    | Resultado    |
| ------------------------- | ------- | ------------ |
| Copa Confederaciones 2003 | Francia | Primera fase |
| Copa Asiática 2011        | Catar   | Campeón      |

## Clubes

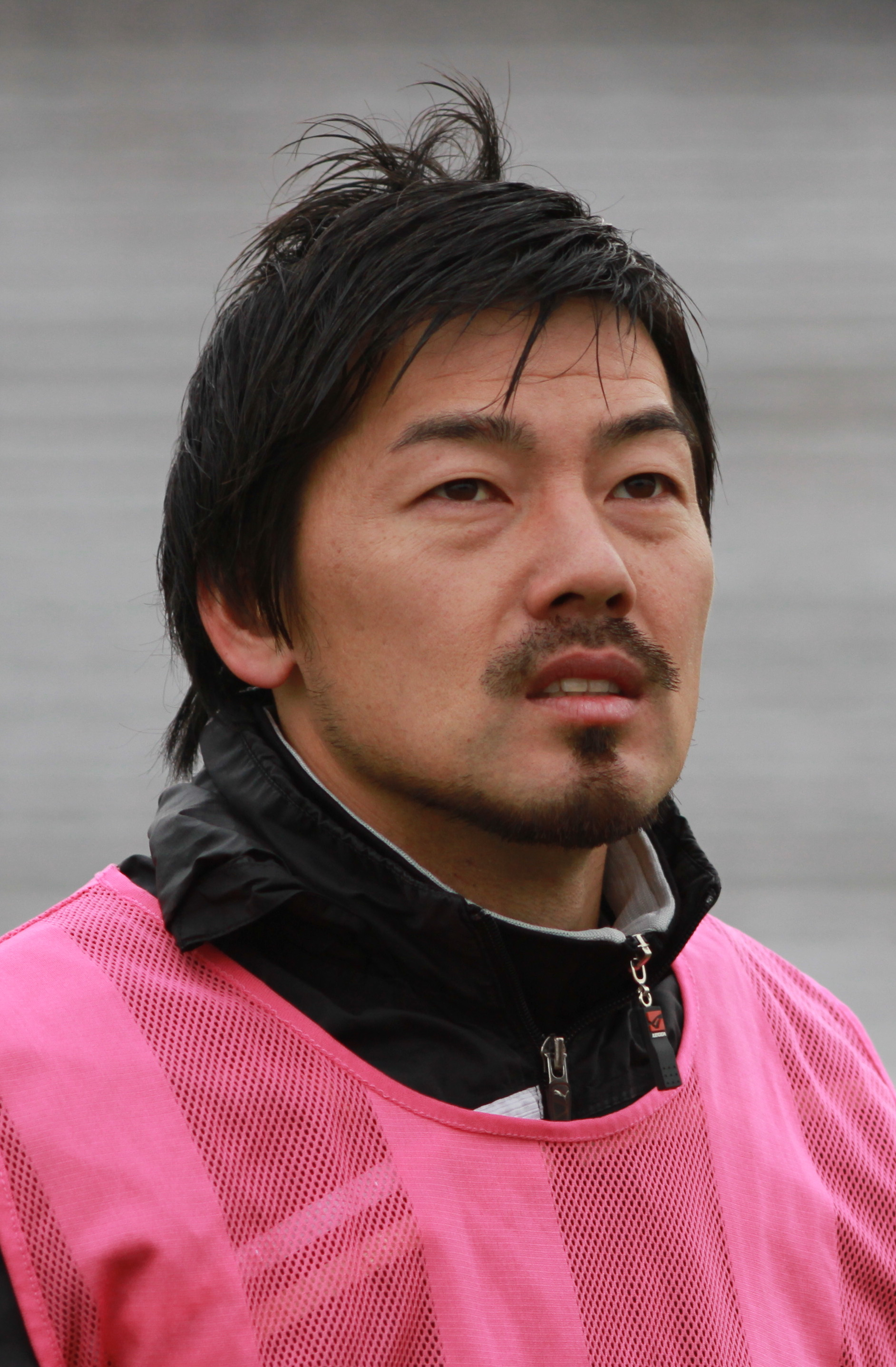
En su etapa en el Slavia

| Club                | País     | Año       |
| ------------------- | -------- | --------- |
| Kyoto Purple Sanga  | Japón    | 2000-2004 |
| Le Mans F. C.       | Francia  | 2004-2008 |
| A. S. Saint-Étienne | Francia  | 2008-2009 |
| Grenoble Foot 38    | Francia  | 2009-2010 |
| Tom Tomsk           | Rusia    | 2010      |
| Dijon F. C. O.      | Francia  | 2011-2012 |
| PFC Slavia Sofia    | Bulgaria | 2012-2013 |
| Lechia Gdańsk       | Polonia  | 2013      |
| Júbilo Iwata        | Japón    | 2014-2017 |
| Odra Opole          | Polonia  | 2017      |
| Yokohama FC         | Japón    | 2018-2020 |
| Saigon F. C.        | Vietnam  | 2021      |
| YSCC Yokohama       | Japón    | 2022-2024 |

## Palmarés

### Títulos nacionales
| Título             | Club               | País  | Año  |
| ------------------ | ------------------ | ----- | ---- |
| Copa del Emperador | Kyoto Purple Sanga | Japón | 2002 |

### Títulos internacionales
| Título        | Club                         | País  | Año  |
| ------------- | ---------------------------- | ----- | ---- |
| Copa Asiática | Selección de fútbol de Japón | Catar | 2011 |